# Pneumodermopsis macrochira
Pneumodermopsis macrochira is een slakkensoort uit de familie van de Pneumodermatidae. De wetenschappelijke naam van de soort is voor het eerst geldig gepubliceerd in 1905 door Meisenheimer.